# 中国驻尼加拉瓜大使馆
中华人民共和国驻尼加拉瓜共和国大使馆（西班牙語：Embajada de la República Popular China en la República de Nicaragua），简称中国驻尼加拉瓜大使馆（西班牙語：Embajada de China en Nicaragua），是中华人民共和国在尼加拉瓜的官方外交代表机构。于1986年设立，并于1990年因两国断交而撤馆；2021年两国复交后复馆。本馆是中华人民共和国在中美洲的首座大使馆。
截止目前，中国驻尼加拉瓜大使馆尚未开通护照签证、公证认证等领事证件业务，这些业务均由中国驻哥斯达黎加大使馆代管。

## 历史
1985年12月7日，时任中华人民共和国外交部部长吴学谦与尼加拉瓜外交部部长德斯科托在北京签署了两国建交公报，并决定尽快在对方首都互设使馆。
中华人民共和国驻尼加拉瓜共和国大使馆于1986年3月建立，由徐贻聪负责筹备建馆，首任馆长为俞成仁大使。正式建馆前3个月，筹备建馆人员在马那瓜洲际酒店办公，使馆位于马那瓜陆军医院往下90步。
1990年11月9日两国断交，大使馆因此撤馆。
2021年12月10日两国复交，并在天津签署了复交公报，当月12日中方向尼加拉瓜派出以于波为组长的复馆小组筹备复馆。
2021年12月31日中午（尼加拉瓜时间，北京时间2022年1月1日凌晨），中国驻尼加拉瓜大使馆在尼首都马那瓜举行复馆仪式，中国政府代表于波与尼外长丹尼斯·蒙卡达共同为使馆揭牌，为31年来中华人民共和国再次在尼加拉瓜设立大使馆。复馆馆址为使馆新址，位于首都马那瓜第一区。
2022年6月22日，复交后首任大使陈曦到任。2025年7月9日，驻尼加拉瓜使馆使馆新办公楼启用。

## 机构设置
中国驻尼加拉瓜大使馆设置下列机构：
- 政新处
- 办公室
- 武官处
- 经商处